# Гальциньяно-Терме
Гальциньяно-Терме, Ґальциньяно-Терме (італ. Galzignano Terme, вен. Galsignano Terme) — муніципалітет в Італії, у регіоні Венето, провінція Падуя.
Гальциньяно-Терме розташоване на відстані близько 390 км на північ від Рима, 50 км на захід від Венеції, 17 км на південний захід від Падуї.
Населення — 4426 осіб (2014).
Щорічний фестиваль відбувається 7 жовтня. Покровитель — Madonna del Rosario.

## Демографія
Населення за роками:

Станом на 1 січня 2023 року в муніципалітеті офіційно проживали 83 іноземці з 19 країн, серед них 45 громадян країн Євросоюзу та 9 громадян України..

## Сусідні муніципалітети
- Аркуа-Петрарка
- Баоне
- Батталья-Терме
- Чинто-Еуганео
- Монселіче
- Монтегротто-Терме
- Теоло
- Торрелья
- Во'